# Lee McGiffinová
Lee McGiffinová, plným a nepřechýleným jménem Lewis Lee Shaffer McGiffin (1. října 1908, Delphi, Indiana – 9. června 1978, Arlingotn, Texas) byla americká novinářka a spisovatelka knih pro děti a mládež.

## Život
Lee McGiffinová se narodila roku 1908. V letech 1927–1929 navštěvovala DePauw University v Greencastle v Indianě a své vzdělání dokončila roku 1931 na University of Alabama jako bakalář svobodných umění. V letech 1931–1935 pracovala jako novinářka pro Syracuse Post Standard a v letech 1935–1937 pro Buffalo Evening News. Roku 1937 se provdala a příští rok odjela se svým manželem do Saint Petersburgu na Floridě a kolem roku 1940 do Arlingtonu v Texasu. Během druhé světové války psala komentáře pro místní rozhlasovou stanici, a když se jí roku 1943 narodil syn, věnovala se především své domácnosti.
Roku 1952 začala psát povídky pro takové časopisy jako je Saturday Evening Post, Good Housekeeping a Ladies' Home Journal a roku 1956 vydala své první dvě dětské knihy Ten Tall Texans a The Fifer of San Jacinto. Většinu dalších svých dobrodružných a historických knih napsala za spolupráce se svým manželem, který jí pomáhal ve vyhledání zdrojů. Když roku 1964 zemřel, začala jako asistentka vyučovat dějiny na Texaské univerzitě v Arlingtonu. V tomto městě žila až do své smrti roku 1978.

## Dílo
- Ten Tall Texans (1956), životy deseti významných členů Texas Rangers.
- The Fifer of San Jacinto (1956, Pištec ze San Jacinta), příběh z mexicko-americké války.
- Swords, Stars, and Bars (1958), životy osmi vůdců kavalerie Konfederovaných států amerických.
- Rebel Rider (1959), příběh čtrnáctiletého chlapce, který se přidá do konfederačních partyzánských jednotek Johna Singletona Mosbyho.
- Ride for Texas (1960, Jízda do Texasu), western.
- Pony Soldier (1961), western.
- High Whistle Charlie (1962), příběh chlapce a jeho border kolie jménem Charlie během kalifornské zlaté horečky.
- The Horse Hunters (1963, Lovci koní), příběh z americké občanské války.
- A Coat for Private Patrick (1964), příběh z americké občanské války.
- The Mustangers (1965, Lovci mustangů), dobrodružný příběh patnáctiletého newyorského chlapce Andyho, kterého přivedly na Divoký západ romantické sny a šestákové romány.
- Riders of Enchanted Valley (1966, Jezdci z kouzelného údolí), western.
- Yankee Doodle Dandies (1967) životy osmi generálů z americké války za nezávislost.
- Yankee of the Yalu (1968, Yankee od Jalu), příběh amerického námořního důstojníka sloužícího v čínské armádě během první čínsko-japonské války v bitvě u řeky Jalu.

## Ocenění
- 1956 – první cena na jarním knižním festivalu New York Herald Tribune (New York Herald Tribune Children’s Spring Book Festival Honor Award) za knihu Ten Tall Texans.[1]
- 1961 – cena Texas Institute of Letters Juvenile Award za knihu Pony Soldier.[2]

## Česká vydání
- Lovci mustangů, Albatros, Praha 1972, přeložil Jan Beránek.